# Лютіж (Вишгородський район)
Люті́ж — село в Україні у Вишгородському районі Київської області. Населення — 2282 особи.
Село розташоване на березі Київського водосховища за 22 км на північ від Києва та 29,7 км від обласного центру.

## Географія
У селі річка Безіменна впадає у річку Дніпро (Київське водосховище).

## Історія
Уперше згадується у літописі під 975 роком. Вважають, що його назва походить від імені Люта (сина Свенельда), вбитого саме тут київським князем Олегом. Поблизу села збереглись залишки поселень VII—VIII та X—XII століть, що свідчить про розвинуте тут на ті часи життя.
Село Лютіж Київської області Вишгородського району розташоване на правому березі Дніпра за 18 км на північний захід від м. Києва. На південному заході від нього розташоване с. Старі Петрівці, на північному заході — с. Демидів, у східному напрямку — Київське водосховище, на захід — лісовий масив і с. Гута-Межигірська. Протяжність села із заходу на схід — 2500 м з півночі на південь — 4200 м.
Населення Лютежа становить — 2603 жителі.
Мальовниче українське село Лютіж має багату і надзвичайно цікаву історію, яка сягає в глибину віків. Дані археологічних розкопок засвідчують, що на території села знаходились перші слов'янські поселення періоду Зарубинецької культури III—II ст. до н. е.
Під час будівництва Київської ГЕС археологами здійснена величезна робота з дослідження стародавніх пам'яток, що були приречені на зникнення після заповнення водосховища. Найзначнішою подією стали розкопки експедицією інституту археології під керівництвом В. І. Бідзілі та С. П. Пачкової давнього поселення поблизу села Лютежа. Протягом 1962—1964 років вдалося повністю дослідити цю унікальну пам'ятку, розкривши площу майже 16 тис. кв. м.
Поселення було розташоване в урочищі Церковне за 3 км на північ від села на піщаному підвищенні у заплаві Дніпра при гирлі річки Ірпінь та струмка Лютежок. Тут, очевидно, мешкала група давніх металургів, про що красномовно свідчить співвідношення трьох жител — напівземлянок з 15 печами-горнами і кількома сотнями споруд для випалювання вугілля, а також було знайдено велику кількість шлаків та шматків криць, уламків глиняних стінок верхніх частин горнів, уламки груболіпного та лощеного посуду, знаряддя праці, виготовлені із заліза і особливо цікавою є знахідка бронзової фібули-застібки. Що може бути датована другою половиною I — початку II ст. н. е. Очевидно, поселення у Лютежі виникло на рубежі нашої ери, хоча люди з'являються тут і раніше — ще одне з розкопаних жител належало до Милоградської культури скіфського часу.
За переказами ймовірно, село отримало свою назву від імені Люта, сина Свенельда, убитого на цьому місці під час полювання Олегом, князем древлянським. Свенельд був першим вельможею великого князя Київського — Ярополка і це вбивство стало причиною міжусобної війни полян із древлянами. Про це описано в літописі Нестора «Повість временних літ», тому можна вважати, що рік походження назви с. Лютіж сягає 975—976 рр.
Є згадки про те, що в 1240 р. село було спалено й зруйновано монголо-татарами під час взяття Києва.
У 1362 році після битви на Синіх Водах між монголо-татарами та Литвою, київське князівство, а разом із ним і село Лютіж відійшло під владу Литви.
Після ліквідації у 1471 році удільного Київського князівства було запроваджено Київське воєводство, куди ввійшло село Лютіж під владою Литовського воєводи.
1569 рік — після Люблінської унії Київ, а разом із ним і Лютіж, відійшли до Польщі.

1570 рік — одна з перших згадок про с. Лютіж написана в ілюстрації Київського замку:
Жителі с. Лютіж виконують на користь замку повинності: по три дні орати поле, косити сіно і відвозити в замок, відбувати військову службу.
1649 рік — село було визволено з-під польського панування і включено до складу Білгородської сотні Київського полку, згідно з реєстром.
1659 рік — після укладення Гадяцького договору — про передачу України під владу шляхетської Польщі — король Казимир подарував Лютіж і навколишні села майбутньому гетьману (1663-1665) Правобережної України — Павлу Тетері.
1692 рік — через 22 роки після смерті Павла Тетері селом насильно заволодів козацький полковник Василь Іскрицький. Після смерті В. Іскрицького в січні 1700 року, польський король Август II передав село шляхтичу Казимиру Стецькому, котрий обіймав посаду каштеляна київського. У його руках село перебувало найдовше.
З 1700 року село Лютіж відійшло до Димерського староства. У першій половині XVIII ст. село переходило від одного власника до іншого, а це призвело до збідніння селян і спустошення села.
1796 рік — після поділів Речі Посполитої і анексії Правобережної України Росією, Лютіж увійшов до складу Київського повіту, Київської губернії.
Лютіж стояв посеред нескінченних лісів, тільки на схід село мало відкриті види на Дніпровські луги. Через відсутність полів, Лютіж ніколи не мав значного населення.
До 1800 року в Лютежі не було церкви. Жителі ходили молитися в Демидівський скит, де з незапам'ятних часів було дві дерев'яні церкви. Із двох скитських церков у 1800 році була збудована приходська Лютізька Богородицька церква в ім'я Різдва Пресвятої Богородиці. Землі церква мала 35 десятин, здебільш сінокосної. Населяло Лютіж 511 осіб.
Після реформи 1861 року селяни стали вільними і отримали невеликі наділи землі, за які сплачували податок грошима та відробляли по 37 днів на поміщика Синельникова, якому належало село.
У 1903 році село мало 154 господарства, населення складало 1299 жителів, із них чоловіків — 647, жінок — 652. Кожне господарство мало 33 десятини землі, поміщицької землі було 600 десятин. У селі працювала кузня, магазин, водяні млини, лісництво, церковноприходська школа 1—4 класи, функціонувала пожежна вишка (каланча).
Після жовтневого перевороту 1917 року більшовики прийшли до влади і почали створювати місцеві ради. У березні 1918 року окупація більшовиків  була перервана — село звільнили німці.

### У Радянському Союзі
У 1919 році село було знову захоплене більшовиками і відновлено радянську владу. Почався перерозподіл землі, створювались перші кооперативи, сільська рада. Першим сільським головою був Мефодій Мельниченко, пізніше на цій посаді працювали Оникій Селега, Петро Махновець. Улітку 1926 року розпочалось будівництво сільського клубу.
У період з 1929 по 1930 рр. у селі створено колгосп ім. Т. Г. Шевченка. Це був дуже тяжкий час для селян, вони не хотіли віддавати свою худобу, свої наділи в колективне користування, але коли розпочався процес розкуркулення селян, вони були змушені записатися в колгосп.
Не минув село і страшний голодомор 1932—1933 рр. Забирали у селян все, тому виживали хто як міг. Найтяжче було вдовам із малими дітьми та самотнім людям похилого віку. Рятувало те, що жили близько лісу, де можна було вполювати зайця чи якусь звірину, назбирати ягід, грибів та зловити риби. Від голоду в селі померло близько 15 чоловік.
За період 1934—1941 років у колгоспі було збудовано ферму, конюшню, свинарник, молотарку, швейну майстерню. Головою колгоспу було обрано Ковальчука Панаса, пізніше — Корсуненка Макара.
У селі відкривається мед. пункт, баня. У збудованому клубі проводяться танці, створено художню самодіяльність, а в буденні дні в клубі — навчаються учні 1—4 класів.

### Німецько-радянська війна
До початку Німецько-радянської війни (1941—1945) в селі налічувалось близько 250 господарств.
Смертельний подих війни лютежани відчули вже на світанку 22 червня 1941 року, коли на столицю та на її околиці впали перші авіабомби. З початку війни військовозобов'язані були мобілізовані в Червону армію. У липні 1941 року німці зайняли село. У період з 1941 р. по 1943 р. молодь села було вивезено на роботи до Німеччини. Тих, хто залишився в селі, гонили на примусові роботи в ліс. Окупанти вирубували тисячолітній ліс і сплавляли його по Дніпру. За період окупації німці розстріляли шість односельчан, яких запідозрили у зв'язках із партизанами, а саме: Москаленка Максима, Москаленка Прокопа, Москаленко Федору, Ковальчук Євдокію, Ковальчука Володимира, Махновець Одарку. Це незрівнянно менше, ніж комуністичний режим.
У другій половині вересня 1943 року війська 38-ї армії, переслідуючи ворога, підійшли до Дніпра. Командування армії ухвалило рішення головний удар по ворогу нанести в напрямку Лютіжа для того, щоб захопити зручний плацдарм на правому березі і створити умови для наступу на Київ. Цей плацдарм ввійшов в історію Другої світової війни під назвою Лютізького і став вихідним пунктом з відвоювання Києва від німецьких військ.
Під час Другої світової війни у листопаді 1943 року з району Лютізького плацдарму було здійснено операцію з відвоювання Києва у нацистських окупантів. Долаючи опір ворога, воїни 240-ї дивізії під командуванням Терентія Уманського захопили в районі села плацдарм і тим самим створили сприятливі умови для наступних бойових дій.
У Лютежі йшли жорстокі бої. Село було спалене майже повністю, залишилось 15 напівзруйнованих будинків та баня. Жителі, перед початком форсування Дніпра, залишили село і переховувались у лісі за 7—10 км від Лютежа. У боях за Лютіж загинуло 816 бійців Червоної армії, восьмеро з них були удостоєні звання Героя Радянського Союзу посмертно (Нефьодов П. П., Полянський М. О., Петров О. П., Сердитов С. О., Харківець А. П., Цвілій П. П., Топоріков І. П., Трофімов А. Т.). Не повернулось з поля бою 184 лютежан. Їхні імена викарбовано в граніті і серед них повний кавалер Ордена Слави, наш земляк Володимир Вітряний.
Лютіж пам'ятає цих вояків. Їхніми іменами названі вулиці села. Відреставровані дві братські могили, у яких поховано 529 воїнів, що визволяли Лютіж.

### Повоєнні роки
1945—1946 р. р. у Лютіж поверталися фронтовики і люди знову, уже вкотре, докладали великих зусиль, щоб відбудувати спалене війною село. Колгосп ім. Т. Г. Шевченка допомагав у будівництві будинків сім'ям загиблих, було розпочато будівництво сільського клубу, бібліотеки, колгоспних будівель, фельдшерсько-акушерського пункту, магазину.
Головою колгоспу обрали Кирієнка Максима Матвійовича (пізніше на цій посаді працювали Бондаренко Федір Митрофанович, Іванча, Бухман, Майборода), а сільським головою — Скотаренка Григорія Степановича (пізніше на цій посаді працювали Москаленко І. В., Сивашенко М. І., Желіховський С. Ф., Трубачова Г. М., Мазан П. А., Людвиченко Я. А.).
1950 — у Лютежі почало працювати поштове відділення.
У 1952 році розпочалось будівництво школи, а в 1955 р. — школа вперше відкрила свої двері для учнів.
1959 рік — колгосп ім. Шевченка було об'єднано з радгоспом ім. Васильєва, що знаходився в селі Демидів. У Лютежі створюється відділення радгоспу на чолі з управляючим цим відділенням Писаренком Є. І., пізніше на цій посаді працювали: Маковецький І. І., Головко Ф. М.
У 1962 році у зв'язку з будівництвом Київської ГЕС у Лютіж переселяють жителів із Чернина, Старосілля, Ровжів, Бірок, а також перебазовується Чернинський рибколгосп ім. Чапаєва — голова Несин М. Л. За рахунок переселенців кількість населення збільшилась, з'явились нові робочі місця.
1963 рік — відкривається дитячий садок «Барвінок».
1967 рік — у Лютіжі створюється Українська виробнича акліматизаційна станція живих водних біоресурсів — директор Гойса В. П.
1976 рік — засновано рятувальну станцію на Київському водосховищі.
1977 рік — збудовано нове приміщення сільської ради.
1985 рік — наказом Міністерства лісового господарства в Лютіжі, на базі Старопетрівського лісництва, було організовано Старопетрівську лісову науково-дослідну станцію по селекції та підвищенню продуктивності лісів — директор Моренко В. С.
1988 рік — відкрито новий ФАП — завідуюча Ліонова А. Є.
1990 рік — збудовано нове приміщення пошти.

### У незалежній Україні
1992 рік — у Лютіжі зареєстрована церква Різдва Пресвятої Богородиці, підпорядкована Київській метрополії Української православної церкви, настоятелем храму став Протоієрей Ігор (священнослужитель Буршта Ігор Йосипович).
2004 рік — збудовано нове приміщення Лютізької ЗОШ I—III ст.
У 2006 році на посаду сільського голови було обрано Савенок Тамару Григорівну.
Сьогодні[коли?] в Лютежі нараховується 824 господарства.
Територія Лютізької сільської ради в межах населеного пункту становить 379,11 га.
Метричні книги, клірові відомості, сповідні розписи церков св. Іоанна Предтечі, Різдва Пресвятої Богородиці с. Лютіж (приписні села Бірки, Старі Петрівці, Гута) XVIII ст. — Київського пов. і нам., з 1797 р. Київського пов. і губ.; ХІХ ст. — Старопетрівської волості Київського пов. Київської губ. зберігаються в ЦДІАК України.

## Населення

### Мова
Розподіл населення за рідною мовою за даними перепису 2001 року:
| Мова       | Кількість | %     |
| ---------- | --------- | ----- |
| українська | 2220      | 97.28 |
| російська  | 61        | 2.67  |
| білоруська | 3         | 0.05  |
| Total      | 2281      | 100   |

## Символіка
- Геральдичний щит розбитий хвилястим синім поясом та обрамлений золотим картушем, прийнятим у сучасній геральдиці громад міст і сіл України та запропонованим геральдистом А. Б. Гречилом.
- Геральдичний щит із картушем, увінчаним уживаною в новітні часи золотом «хліборобською» короною, три зубці якої немов зроблені з пшеничного колосся.
- У верхньому червоному полі, висотою у ⅔ висоти щита, вертикально поставлений срібний щит, вкритий червоною емаллю, покладений на перехрещені мечі руків'ям донизу. Під щитом — зелені гілки: ліворуч (геральдично) — зелена дубова, праворуч (геральдично) — соснова.
- У нижньому зеленому полі, висотою у ⅓ висоти щита, золотий тур, який повернутий рогами праворуч.
- Полотнище прапора громади села Лютіж має прямокутну форму із співвідношенням сторін як 2:3. Полотнище поділене на три рівні смуги: верхня синя смуга, середня жовта смуга й нижня зелена смуга. На полотнищі посередині — герб громади села Лютіж. Висота герба дорівнює половині висоти полотнища.

## Культура
Українська поетеса Ліна Костенко склала вірш «Лютіж», у якому описала смерть літописного Люта. Поблизу села розташована однойменна археологічна пам'ятка.
У 2009 році в селі був збудований сучасний стадіон «Діназ». Зараз тут постійно проводяться матчі чемпіонату Вишгородського району, Київської області, Києва та інші турніри.
З 2001 року в селі розташований Всеукраїнський центр професійної реабілітації інвалідів Міністерства соціальної політики України.

## Галерея

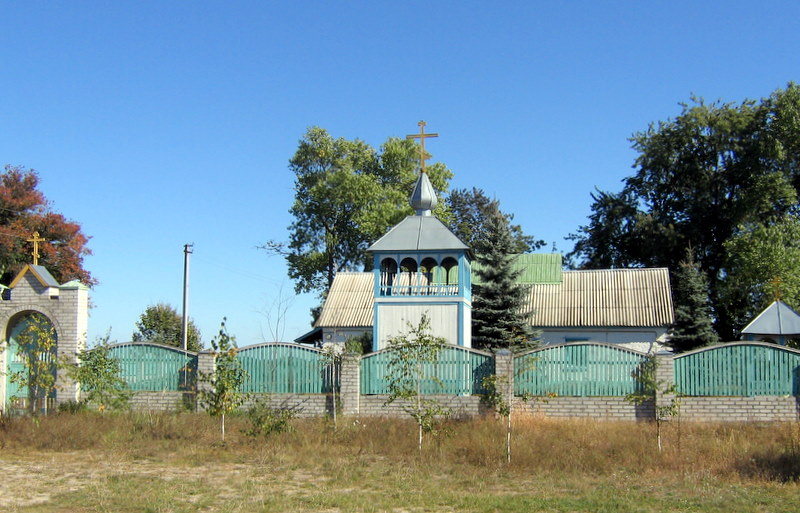
Церква
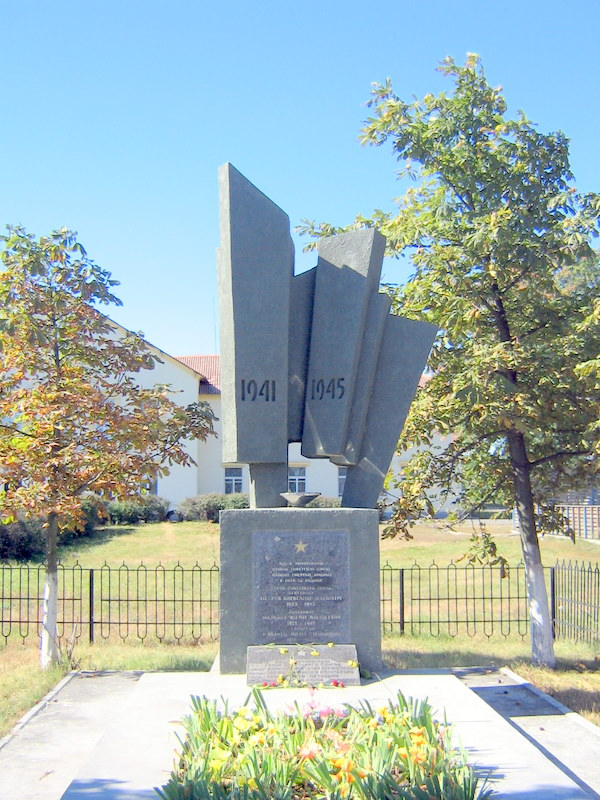
Пам'ятник загиблим у ДСВ
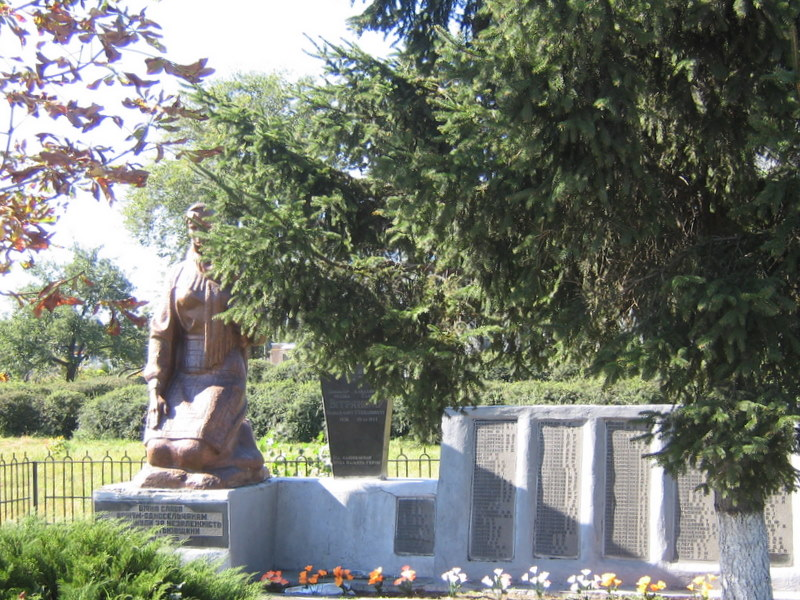
Пам'ятник загиблим у ДСВ
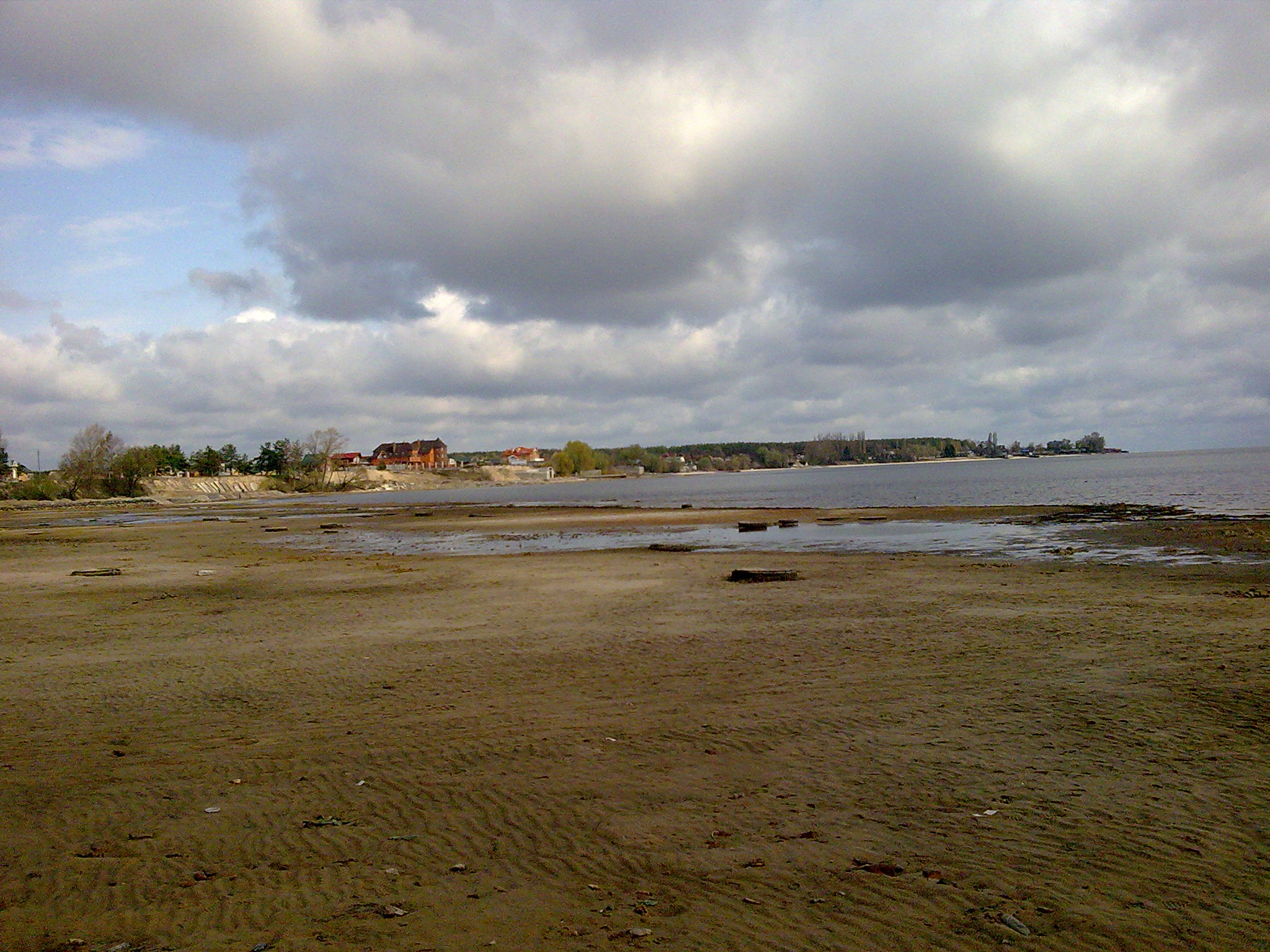
На березі
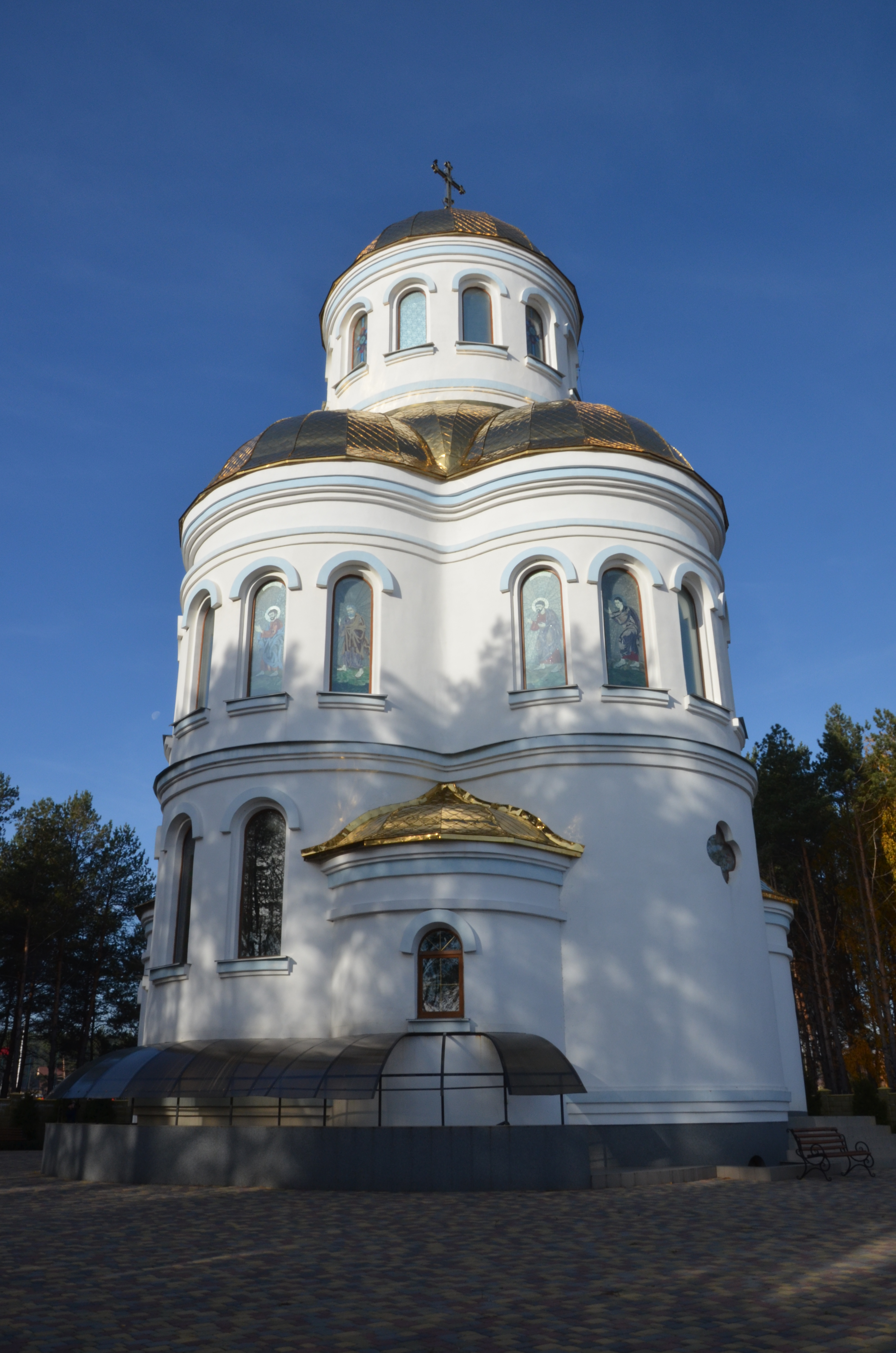
Храм Різдва Пресвятої Богородиці
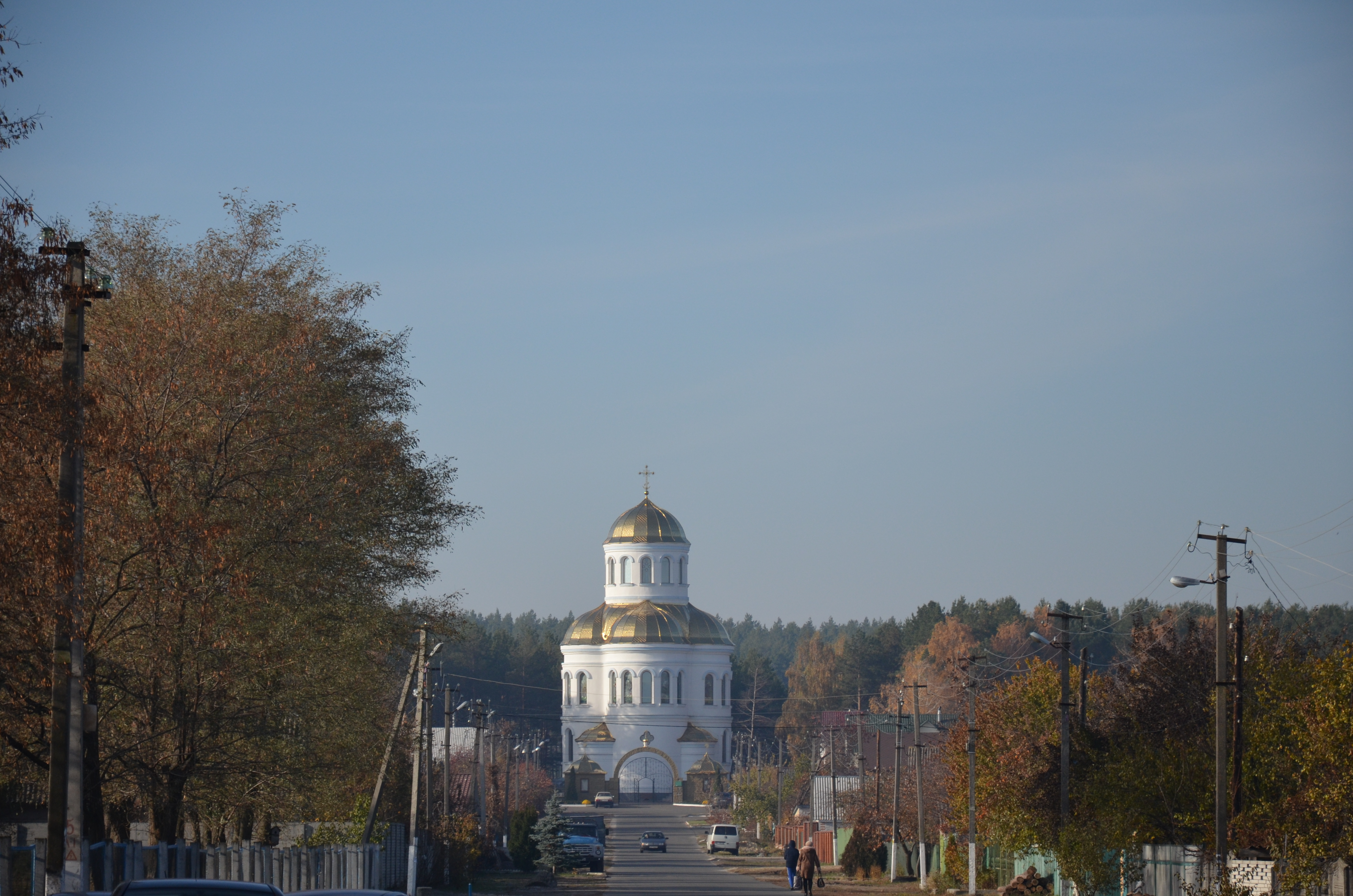
Храм Різдва Пресвятої Богородиці, вид з вулиці Комсомольський